# Consultation interne au Parti communiste français pour l'élection présidentielle de 2012
La consultation interne au Parti communiste français pour l'élection présidentielle de 2012, se déroule en juin 2011 et vise à définir, par un vote des militants communistes, la stratégie du PCF en vue des échéances électorales de 2012.

## Contexte
Depuis 2009, le PCF est partie prenante du Front de gauche, un regroupement politique français initié par une alliance avec le Parti de gauche (PG) lors des élections européennes de 2009. Reconduite lors des élections régionales de 2010 et cantonales de 2011, cette alliance se concrétise pour l'élection présidentielle de 2012. Le PCF de Pierre Laurent n'exclut ainsi pas de soutenir un candidat du Front de Gauche, une alliance conclue entre le PCF, le Parti de gauche de Jean-Luc Mélenchon, la Gauche unitaire et d'autres petits groupes politiques.
Le 5 juin 2011, la direction du PCF valide une alliance avec le Parti de gauche sous le rassemblement du Front de gauche à l'élection présidentielle. Le 18 juin 2011, les militants communistes élisent à une large majorité Jean-Luc Mélenchon comme candidat du Front de gauche.

## Modalités de vote
Pour pouvoir voter à cette élection visant à définir la stratégie du PCF en vue des élections présidentielle et législatives de 2012, il faut résider en France, avoir plus de 16 ans, plus de trois mois d'ancienneté au sein du parti et être à jour de ses cotisations. Les électeurs devront se déplacer dans les sections communistes locales, qui feront office de bureaux de vote.
Le PCF revendique près de 70 000 cotisants sur 130 000 adhérents, qui constituent le collège électoral pour cette élection. Les bulletins de vote ont été envoyés par courrier dès le 10 juin. L'élection se tient les 16, 17 et 18 juin 2011.

## Candidats
| Nom, âge                    | Fonctions et notes | Parti politique  |
| --------------------------- | --- | ---------------- |
| André Chassaigne (60 ans)   | - Député et maire de Saint-Amant-Roche-Savine André Chassaigne se déclare officiellement candidat durant la Fête de l'Humanité, le 10 septembre 2010.                                                            | Parti communiste |
| Emmanuel Dang Tran (39 ans) | - Membre du Conseil national du PCF - Secrétaire de la section du 15e arrondissement de Paris Emmanuel Dang Tran dépose officiellement sa candidature le 6 avril 2011. Il est soutenu par le réseau Vive le PCF. | Parti communiste |
| Jean-Luc Mélenchon (59 ans) | - Coprésident du bureau national du Parti de gauche - Ancien ministre - Député européen Jean-Luc Mélenchon propose sa candidature le 21 janvier 2011.                                                            | Parti de gauche  |

Personnalités ayant renoncé
- Alain Bocquet, député du Nord, a déclaré en août 2009 : « Quel que soit son score, il faudra un candidat communiste au premier tour. Avec l'assentiment de mes camarades, je serais prêt à y aller »[4]. Par la suite, Alain Bocquet n'a pas confirmé cette intention et n'a pas fait officiellement acte de candidature.
- Marie-George Buffet, secrétaire nationale du PCF jusqu'en juin 2010, députée de Seine-Saint-Denis, candidate en 2007, a annoncé qu'elle ne se représenterait pas une seconde fois[5].
- André Gerin, député du Rhône, cosignataire d'un appel mettant en garde contre l'effacement du PCF en 2012, se déclare officiellement candidat le 12 janvier 2011, refusant la « mortification » du Parti communiste en cas de candidature de Jean-Luc Mélenchon[6]. Refusant de diviser les opposants à Jean-Luc Mélenchon lors du vote final, André Gerin se désiste en faveur d'André Chassaigne, le 5 juin 2011[7].
- Maxime Gremetz, député de la Somme, se déclare candidat à l'investiture du Front de gauche le 21 janvier 2011, à la suite de l'annonce de la candidature de Jean-Luc Mélenchon[8]. Par la suite, Maxime Gremetz n'a pas confirmé cette intention et n'a pas fait officiellement acte de candidature.
- Pierre Laurent, secrétaire national du PCF depuis juin 2010, a déclaré qu'il ne sera pas candidat, préférant mettre en avant des « personnalités fortes » du parti telles qu'André Chassaigne, Patrick Le Hyaric ou Alain Bocquet. Considérant que « l'hypothèse qu'il n'y ait pas de candidat communiste n'est pas un tabou », il privilégie une candidature unitaire du Front de Gauche.

## Résultats

### Résultats du vote de la conférence nationale du Parti communiste français
Le projet de résolution proposé par la direction du PCF à la Conférence nationale des 3, 4 et 5 juin 2011 prévoit la poursuite de la stratégie du Front de gauche en 2012, incluant la rédaction d'un « programme populaire et partagé », un soutien à Jean-Luc Mélenchon à l'élection présidentielle et une répartition des circonscriptions aux élections législatives très favorable au PCF.
| Pour le projet de résolution   | 416 | 63,61 des exprimés |  |  |  |  |
| Contre le projet de résolution | 238 | 36,39 des exprimés |  |  |  |  |
|                                |     |                    |  |  |  |  |
| Votants                        | 672 | 100                |  |  |  |  |
| Exprimés                       | 654 | 97,32              |  |  |  |  |
| Blancs et nuls                 | 18  | 2,68               |  |  |  |  |

La Conférence vote par ailleurs, à 79,91 % des voix, la consultation des adhérents communistes les 16, 17 et 18 juin 2011 sur la base de trois choix différents (proposition de la conférence nationale, soutien à André Chassaigne dans le cadre du Front de gauche, et soutien à la candidature d'Emmanuel Dang Tran au nom du seul PCF et du réseau vivelepcf), tout en se refusant d'appeler cette consultation des « primaires ».

### Résultats de la consultation des militants communistes
Les résultats complets ont été rendus publics sur le site national du PCF.
| Proposition de la Conférence nationale (incluant le soutien à la candidature de Jean-Luc Mélenchon) | 28 251 | 59,12 des exprimés |  |  |  |  |
| Candidature d'André Chassaigne dans le cadre du Front de gauche                                     | 17 594 | 36,82 des exprimés |  |  |  |  |
| Candidature d'Emmanuel Dang Tran au nom du PCF                                                      | 1 944  | 4,07 des exprimés  |  |  |  |  |
| |        |                    |  |  |  |  |
| Inscrits                                                                                            | 69 227 | 100                |  |  |  |  |
| Participation                                                                                       | 48 631 | 70,25              |  |  |  |  |
| Abstention                                                                                          | 20 596 | 29,75              |  |  |  |  |
| Exprimés                                                                                            | 47 789 | 98,27              |  |  |  |  |
| Blancs et nuls                                                                                      | 842    | 1,73               |  |  |  |  |